# Gualtiero Marchesi

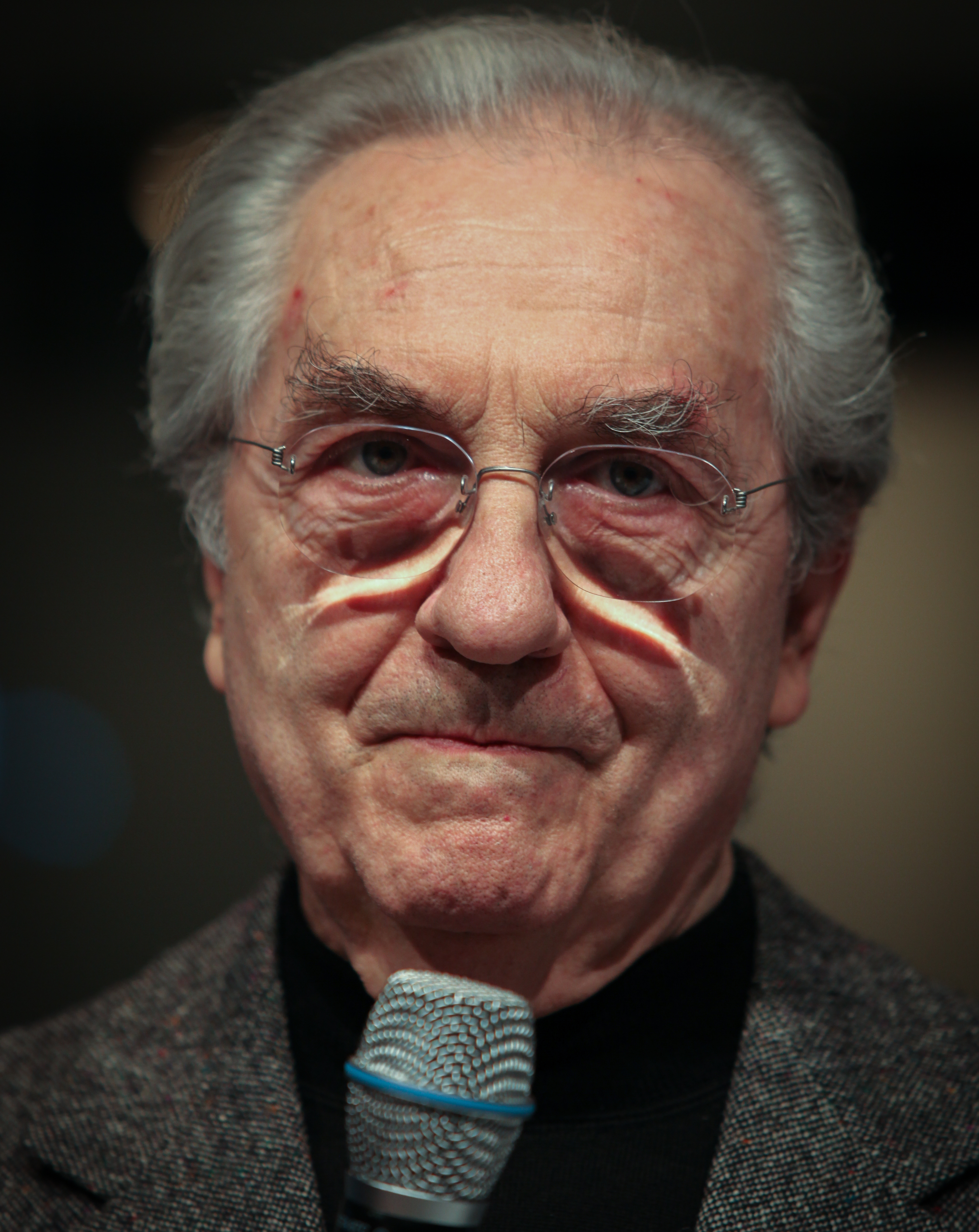
Gualtiero Marchesi (2010)

Gualtiero Marchesi (* 19. März 1930 in Mailand; † 26. Dezember 2017 ebenda) war ein italienischer Koch. Sein Restaurant war 1985 das erste in Italien, das mit drei Michelinsternen ausgezeichnet wurde. Zugleich war er der erste in Italien, der 2008 auf die Auszeichnungen verzichtete.

## Leben
Marchesis Eltern leiteten das Hotel und Restaurant L’Albergo del Mercato in Mailand. Nach der Ausbildung im Kulm Hotel in Saint-Moritz und ging er 1948 zur Hotelschule in Luzern und 1950 zurück zum Familienbetrieb nach Mailand. Einige Jahre später kochte er in einigen der besten Restaurants Frankreichs wie dem Ledoyen in Paris, dem Le Chapeau Rouge in Dijon und bei Pierre Troisgros in Roanne.
1977 eröffnete er sein eigenes Restaurant in Mailand, das im ersten Jahr mit einem Michelinstern und 1978 mit zwei Sternen ausgezeichnet wurde.
1985 wurde sein Restaurant als erstes in Italien mit drei Michelinsternen ausgezeichnet. Henri Gault und Christian Millau zählten in einem Interview der Times Marchesis Restaurant zu den 15 besten der Welt. 1986 war Marchesi Gründungsmitglied von Euro-Toques International. Im September 1993 verlegte Marchesi sein Restaurant in eine Villa in Erbusco, eine Stunde östlich von Mailand. 
Im Mai 2008 eröffnete er im Gebäude der Mailänder Scala sein Restaurant Il Marchesino. Schlagzeilen machte seine Entscheidung im Juni des gleichen Jahres, in Zukunft keine Bewertungen von Restaurantführern mehr anzustreben und auf seine Auszeichnungen zu verzichten. Als Grund gab er an, dass die Leidenschaft für das Kochen nicht dem Streben nach Auszeichnungen untergeordnet werden sollte. Mit seiner Entscheidung sprach er junge Köche an, die sich auf der Jagd nach Sternen aufopfern und dabei die Leidenschaft für das Kochen aus den Augen verlieren.
An seinem 80. Geburtstag gründete Marchesi die Fondazione Gualtiero Marchesi, eine Kochakademie.
2012 wurde ihm als erster Koch in Italien überhaupt eine Laurea honoris causa von der Universität Parma in gastronomischen Wissenschaften verliehen.
Gualtiero Marchesi war Träger des Verdienstordens der Italienischen Republik der Ordensklasse Cavaliere, 1986 verliehen, und seit 1991 der Klasse Commendadore sowie des Ordre des Arts et des Lettres.

## Veröffentlichungen
- Gualtiero Marchesi: Die große italienische Küche. Heyne Verlag, 1989, ISBN 978-3453403956.